# Kusakabe Kimbei
Kusakabe Kimbei (日下部金兵衛?   1841 - 1934) fue un fotógrafo japonés. Normalmente usaba su nombre Kimbei, que era más fácil de recordar y pronunciar que su apellido Kusakabe. Muchos de sus clientes eran extranjeros.

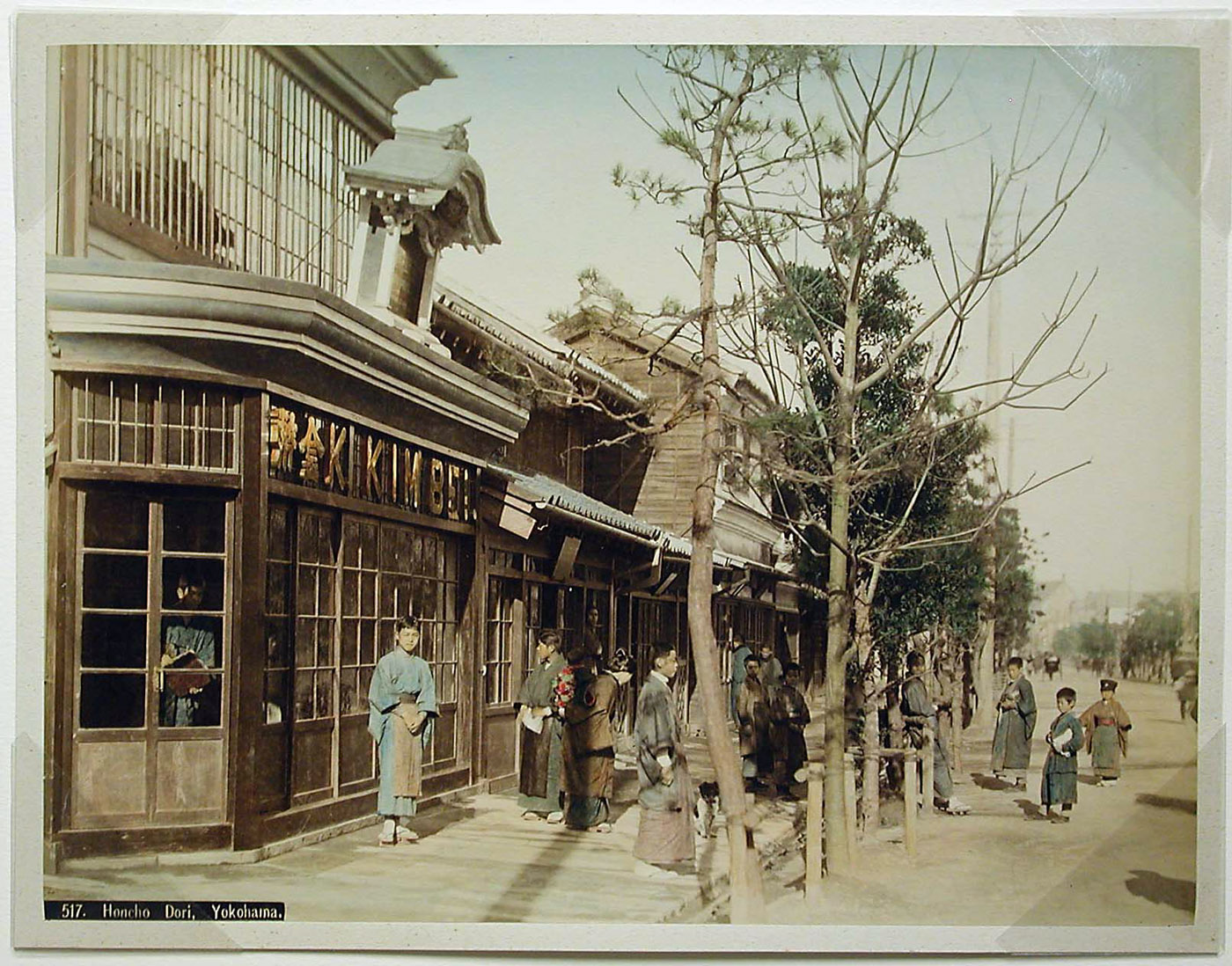
Exterior del estudio fotográfico de Kusakabe Kimbei, en Yokohama, Japón. Vista coloreada a mano, hacia 1881.

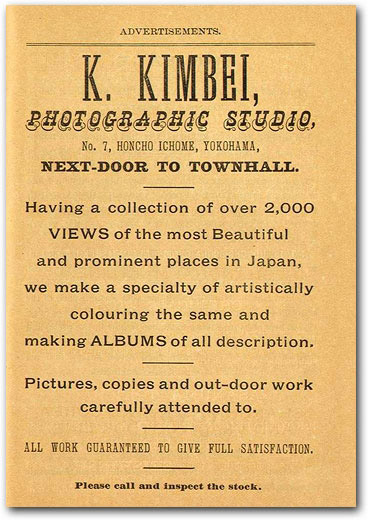
Publicidad de Kimbei.

Kimbei trabajó en los estudios de Felice Beato y von Stillfried, como colorista o iluminador de positivos fotográficos, coloreando las copias a mano. Fue asistente antes de abrir su propio taller en Yokohama en 1881. También abrió una sucursal en el barrio de Ginza de Tokio.   
Alrededor de 1885, consiguió antiguos negativos de Felice Beato y de Stillfried, así como de Uchida Kuichi. También obtuvo algunos negativos de Nagasaki de Ueno Hikoma. Por eso hay que tener en cuenta que parte de las fotografías comercializadas por Kimbei fueron tomadas originalmente por otros autores.
Dejó de trabajar como fotógrafo entre 1912 y 1913.
Algunos de sus álbumes eran de diseño en forma de acordeón, con fotografías montadas por las dos caras. Otros álbumes eran de encuadernación tradicional, con tapas lacadas, como uno conservado en la Fototeca del IPCE, titulado: Fujiyama. Temblor de tierra. Año 1892. Japón.

## Galería

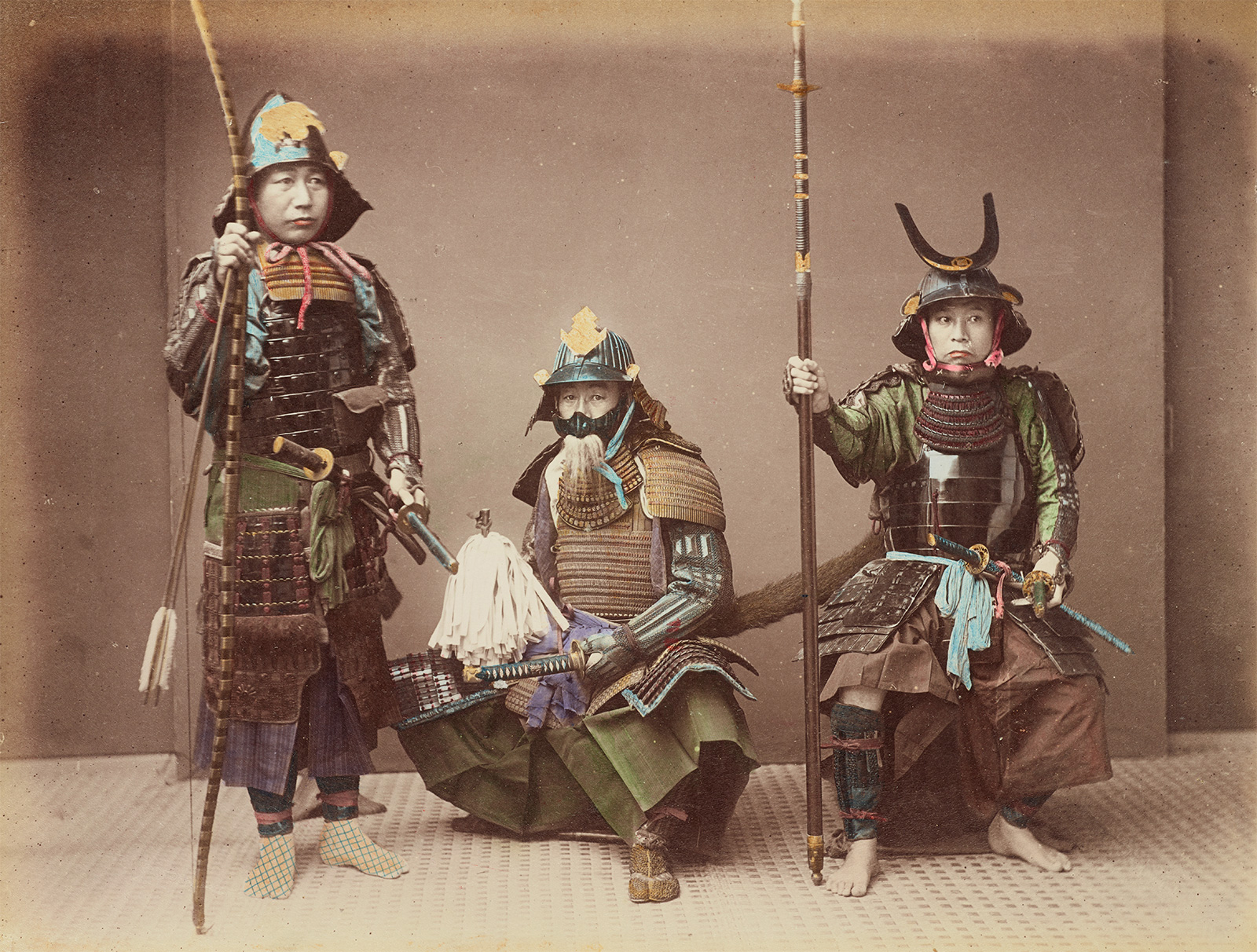
Samuráis.
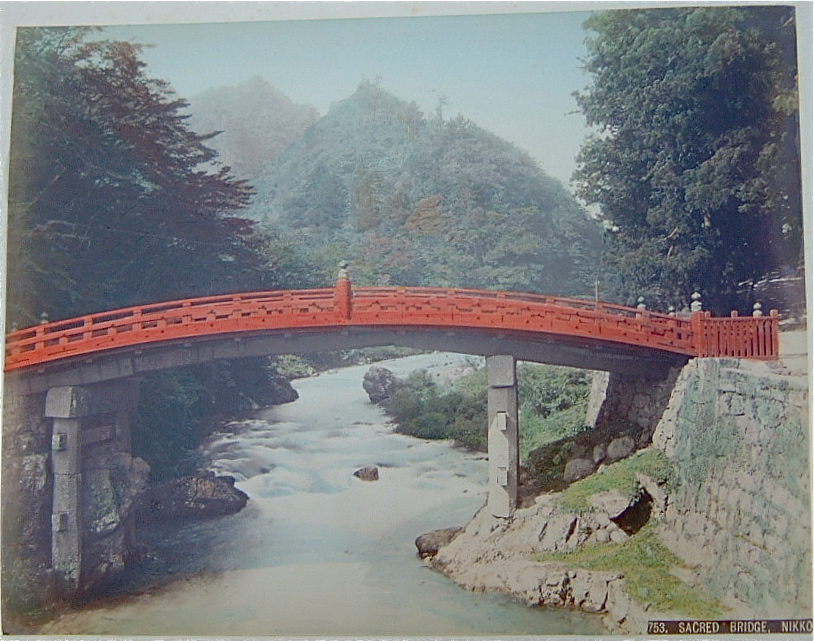
Puente sagrado.
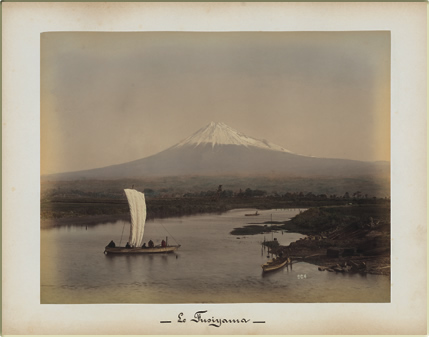
Fotografía del Monte Fuji.
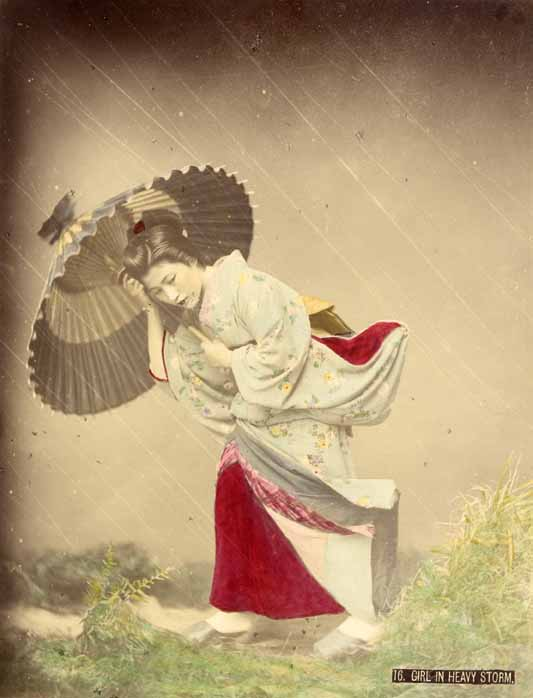
Simulando una tormenta.
Mujer japonesa con abanico.
Prostitución en Shiduoka.
Mujer japonesa en rickshaw, en la avenida Mukojima, Tokyo.
Gran campana del templo Chion-in, en Kyoto.